# De Triplici Statu Mundi
El De Triplici Statu Mundi («Sobre els tres estats del món») és una obreta de temàtica escatològica atribuïda a Francesc Eiximenis i escrita en llatí entre 1378 i 1379. Aquest opuscle fou transcrit i editat per Albert Hauf en 1979.

## Contingut
Com el seu títol indica, aquesta obra tracta sobre la divisió de la història de la humanitat en tres estats o edats, que serien:
Primer estatEls homes d'aquest estat diu que eren dolents i bel·licosos, i diu que Déu els envià una sèrie de càstigs per això: El diluvi universal, la fugida d'Egipte amb Moisès, Sodoma i Gomorra, el corder d'or del Sinaí i el consegüent càstig diví, la usurpació del sacerdoci a Aaron per Datan, Abiron i Corè i la seua mort consegüent per aquest fet; i al final, la destrucció de Jerusalem en temps de Tit Flavi Sabí Vespasià i Vespasià. Considera en aquest estat que el poble de Déu és el poble jueu.
Segon estatDéu envià ací també càstigs, si bé no tants com en el primer estat. A més Déu envià en aquest estat per a ajudar el gènere humà sant Bernat de Claravall, sant Francesc d'Assís i sant Domènec de Guzmán. Diu, però, que al final d'aquest estat, i potser abans que s'acabe el segle en què s'escrigué aquest opuscle (segle xiv), ocorreran greus alteracions, que superaran les del primer estat, i al final apareixerà un personatge comú en matèria escatològica medieval, l'Anticrist Místic.
Enumera llavors vuit signes que indicaran que tot això anava a ocórrer, i mereix destacar-se el vuitè, que és la divisió de l'Església en el Cisma d'Occident. Aprofita això l'autor d'aquest opuscle per a defensar el papa de Roma Urbà VI i criticar els papes d'Avinyó. Sembla també posar com a signes d'aquesta propera vinguda de l'Anticrist Místic els atacs a l'Església per part dels emperadors Frederic Barbarroja i Frederic Hohenstaufen. Com a tasques que farà l'Anticrist Místic, repeteix una sèrie de llocs comuns en matèria escatològica medieval: La conquesta de Terra Santa i la conversió dels infidels.
Diu que aquest Anticrist Místic serà tan terrible que se semblarà a l'Anticrist final, i per a consolació dels homes exposa una sèrie de regles de comportament en aquests temps, que segons Albert Hauf correspondrien a les Regulae pro tempore persecutionis (Regles per al temps de persecució), d'autor diferent i que circulaven també inserides en altres obres.
Tercer estatDesprés de les magnes tribulacions que ocasionarà aquest Anticrist místic, hi haurà, diu, pau general per tota la terra, així com general purgació de l'estament eclesiàstic. En aquest tercer estat, diu, sols quedaran els bons i els elegits. Sobre la duració d'aquest estat, no fixa temps cert. Conclourà, això sí, amb la vinguda de l'Anticrist final, que serà vençut i mort per Crist, tal com descriu. I immediatament després començarà el Judici Final.

## Influències
Cita com a fonts explícitament Hildegarda de Bingen, Joaquim de Fiore i l'ermità de Lampedusa.
En aquesta primigènia divisió trinitària que fa dels estats del món i en la manera com ho exposa l'autor d'aquest opuscle, podem percebre ja un clar influx joaquimita. D'aquesta manera, per a l'abat de Fiore, així com en Déu hi ha tres persones, en la història del món podem distingir tres grans períodes o “estats”, atribuïts a les tres Persones divines. El primer estat comprén la història precristiana. En ell els homes vivien carnalment, en el temor i l'esclavitud. El segon, en què els homes vivien entre la carn i l'esperit, cal entendre’l entre la vinguda de Crist i l'any 1260. A partir d'aquest any, segons l'abat calabrès, es viuria segons l'esperit.
L'exposició concreta feta podria tenir un influx també d'Arnau de Vilanova. Si més no, els termes emprats coincideixen amb els que utilitza a la seua Expositio super Apocalipsi (Exposició sobre l'Apocalipsi).
Caldria també notar la influència d'Ubertí de Casale i de Pèire Joan Olieu

## Debat sobre l'autoria
En contra de l'autoria eiximeniana s'han manifestat el pare Martí de Barcelona, Tomàs Carreras i Artau, o més modernament Josep Perarnau
A favor de l'autoria eiximeniana es manifestà Albert Hauf en transcriure'l, si bé amb algunes reserves. També els franciscans Atanasio López, Andreu Ivars, Josep Pou, OFM. i Pere Sanahüja També és destacable el parer favorable a l'autoria eiximeniana d'aquest opuscle, de Pere Bohigas

## Edicions digitals
- Edició dins la Biblioteca Electrònica del NARPAN.
- Edició dins les obres completes de Francesc Eiximenis (en català i en llatí) Arxivat 2012-04-02 a Wayback Machine..